# Delmenhorster SK
Delmenhorster SK, pełna nazwa Delmenhorster Schachklub – niemiecki klub szachowy z siedzibą w Delmenhorst.

## Historia
Klub powstał w 1931 roku. Uczestniczył w pierwszym sezonie jednogrupowej Bundesligi (1980/1981), zajmując wówczas jedenaste miejsce. W 1984 roku klub zajął siódme miejsce w lidze, a w kolejnym sezonie spadł po przegraniu barażu o utrzymanie. Do pierwszej ligi niemieckiej klub z Delmenhorst powrócił w 1988 roku, w sezonie 1989/1990 zajął piąte miejsce, a w kolejnym sezonie ponownie spadł. Do Bundesligi zespół powrócił na sezon 1992/1993, następnie ponownie awansował do niej w 1995 roku i spadł z niej w 1997 roku. W sezonie 1998/1999 Delmenhorster SK ponownie grał w Bundeslidze, uzyskując wówczas czwarte miejsce. Sezon 1999/2000 klub zakończył na trzecim miejscu w rozgrywkach o mistrzostwo Niemiec, ulegając jedynie SG Porz i SG 1868-Aljechin Solingen. Następnie wycofał się z Bundesligi. W sezonie 2010/2011 zespół ponownie grał w Bundeslidze, jednak zajął wówczas ostatnie miejsce i spadł. Następnie zespół rywalizował w Oberlidze.
Zawodnikami klubu byli m.in.: Simen Agdestein, Aleksandr Baburin, Joris Brenninkmeijer, Stuart Conquest, Bartłomiej Heberla, Julian Hodgson, Rafał Lubczyński, Michał Luch, Ian Rogers, Katrīna Šķiņķe,  Igor Štohl i Tomasz Warakomski.